# Geotrogus elegans
Geotrogus elegans är en skalbaggsart som beskrevs av Brenske 1889. Geotrogus elegans ingår i släktet Geotrogus och familjen Melolonthidae. Inga underarter finns listade i Catalogue of Life.